# جيمي والش
جيمي والش (بالإنجليزية: Jimmy Walsh)‏ (20 نوفمبر 1954 ببادنغتون في المملكة المتحدة - ) هو لاعب كرة قدم بريطاني في مركز الظهير. لعب مع نادي واتفورد ونادي يورك سيتي وفريكلي أثلتيك ‏ ونادي سلاو تاون وWindsor & Eton F.C. (1892) ‏.